# Franz Koschina
Franz Koschina (* 2. April 1939 in Zistersdorf) ist ein ehemaliger österreichischer Boxer und Olympiateilnehmer von 1960.
Er wurde 1963 und 1964 Österreichischer Meister im Weltergewicht und nahm 1959 an den Europameisterschaften in Luzern teil, wo er im Achtelfinale gegen Andres Navarro Moreno aus Spanien ausschied. 1960 startete er bei den 17. Olympischen Spielen in Rom, wo er jedoch in der zweiten Vorrunde gegen den Schweizer Max Meier unterlag und somit Platz 17 erreichte.